# Primitivisme
 Denne artikel bør gennemlæses af en person med fagkendskab for at sikre den faglige korrekthed.

|  | Andre artikler med 'primitiv' |
Primitivisme (af lat. primus 'første') inden for kunsten betegner et fænomen i det europæisk moderne: "en moderne kunstretning der lader sig inspirere af kunsten hos primitive folk" – det drejer sig ikke om oprindelige folks kunst.
1882 viste Musée d'Ethnographie du Trocadéro i Paris en samling oversøiske kunstgenstande uden at kunstnerne viste interesse derfor. 1906 begyndte fauvisterne at anlægge samlinger, hvor de især samlede genstande der på grund af deres udprægede realisme var i overensstemmelse med det 19. århundredes overleverede opfattelse af "primitiv".
Med Picassos billede Les Demoiselles d'Avignon fra 1907 skete der en ændring i primitivismens udvikling. I Paris var der vakt en interesse for oprindelig kunst, og Picasso og kubisterne fremmede primitivismen i det 20. århundrede, idet de direkte behandlede enkelte værker af "oprindelige" kunstnere. Kubisternes kunst havde her en konkret, snævrere og mere æstetisk orienteret betydning.
Efter anden verdenskrig forholdt kunstnere sig kun sjældnere til enkelte genstande – der er tale om en løsere, mere indirekte og intellektuelt præget primitivisme, hvor inspirationen kom fra idéhistorie og sociologi, altså mere fra tekster (af Georges Bataille, Michel Leiris, Claude Lévi-Strauss o.a.) end fra kunstværker.